# Los Pantones
Pantones és una banda de Punk Rock nascuda al gener del 2010 a Madrid.

## Discografia[2]
- Ruido Rosa (Subterfuge, 2012)
- ¿Quién Quiere Primavera? (Subterfuge, 2014)